# ديلن أوبراين
ديلن أوبراين (بالإنجليزية: Dylan O'Brien) هو ممثل أمريكي ولد في نيويورك في 26 أغسطس 1991. هو معروف بدور ستايلز في مسلسل ذئب مراهق. لعب دور البطولة في فيلم الرومانسية المرة الأولى (2012) مع بريت روبرتسون، وفيلم الخيال العلمي عداء المتاهة.
ديلن أوبراين كان في علاقة مع الممثلة بريت روبرتسون منذ أن تقابلا أثناء تصوير المرة الأولى في 2012 حتى 2018 .

## قائمة أعماله
| السنة        | العنوان                  | بالإنكليزية                  | الدور            | ملاحظات                     |
| ------------ | ------------------------ | ---------------------------- | ---------------- | --------------------------- |
| 2011- الحاضر | ذئب مراهق                | Teen Wolf                    | ستايلز ستيلينسكي | دور رئيسي                   |
| 2013         | أول مواعيد مع توبي هاريس | First Dates with Toby Harris | بيتر             | "Roommates"، موسم 2، حلقة 6 |
| 2013         | فتاة جديدة               | New Girl                     | الرجل            | "Virgins"                   |

## روابط خارجية
- ديلن أوبراين على موقع IMDb (الإنجليزية)
- ديلن أوبراين على موقع ميتاكريتيك (الإنجليزية)
- ديلن أوبراين على موقع روتن توميتوز (الإنجليزية)
- ديلن أوبراين على موقع ألو سيني (الفرنسية)
- ديلن أوبراين على موقع ميوزك برينز (الإنجليزية)
- ديلن أوبراين على موقع تيرنر كلاسيك موفيز (الإنجليزية)
- ديلن أوبراين على موقع أول موفي (الإنجليزية)
- ديلن أوبراين على موقع قاعدة بيانات الأفلام السويدية (السويدية)
- ديلن أوبراين على موقع قاعدة بيانات الفيلم (الإنجليزية)
- ديلن أوبراين على موقع كينوبويسك (الروسية)
- ملف ديلن أوبراين على إم تي في

| السنة | العنوان                     | بالإنكليزية                        | الدور           | ملاحظات   |
| ----- | --------------------------- | ---------------------------------- | --------------- | --------- |
| 2011  | تشارلي براون: الثأر المتخلف | Charlie Brown: Blockhead's Revenge | تشارلي براون    | فيلم قصير |
| 2012  | طريق سريع                   | High Road                          | جيمي            |           |
| 2012  | المرة الأولى                | The First Time                     | ديف هوجمان      |           |
| 2013  | التدريب العملي              | The Internship                     | ستيوارت توومبلي |           |
| 2014  | عداء المتاهة                | The Maze Runner                    | توماس           |           |
| 2015  | عداء المتاهة:تجارب السكورش  | maze runner:the scorch trials      | توماس           |           |
| 2016  | ديب واتر هورايزن            | Deepwater Horizon                  | كاليب هولواي    |           |
| 2017  | قاتل أمريكي                 | american assassin                  | ميتش راب        |           |
| 2018  | عداء المتاهة : علاج الموت   | the maze runner: the death cure    | توماس           |           |
| 2020  | الاسترجاع                   | flashback                          | فريد            |           |
| 2020  | الحب والوحوش                | love and monsters                  | جويل داوسون     |           |
| 2021  | الجميع للأحسن               | all to well                        | فيلم قصير       |           |
| 2022  | الزي                        | the outfit                         | ريتشي           |           |
| 2022  | لست بخير                    | not okay                           | كولين           |           |